# Magdala (Izrael)

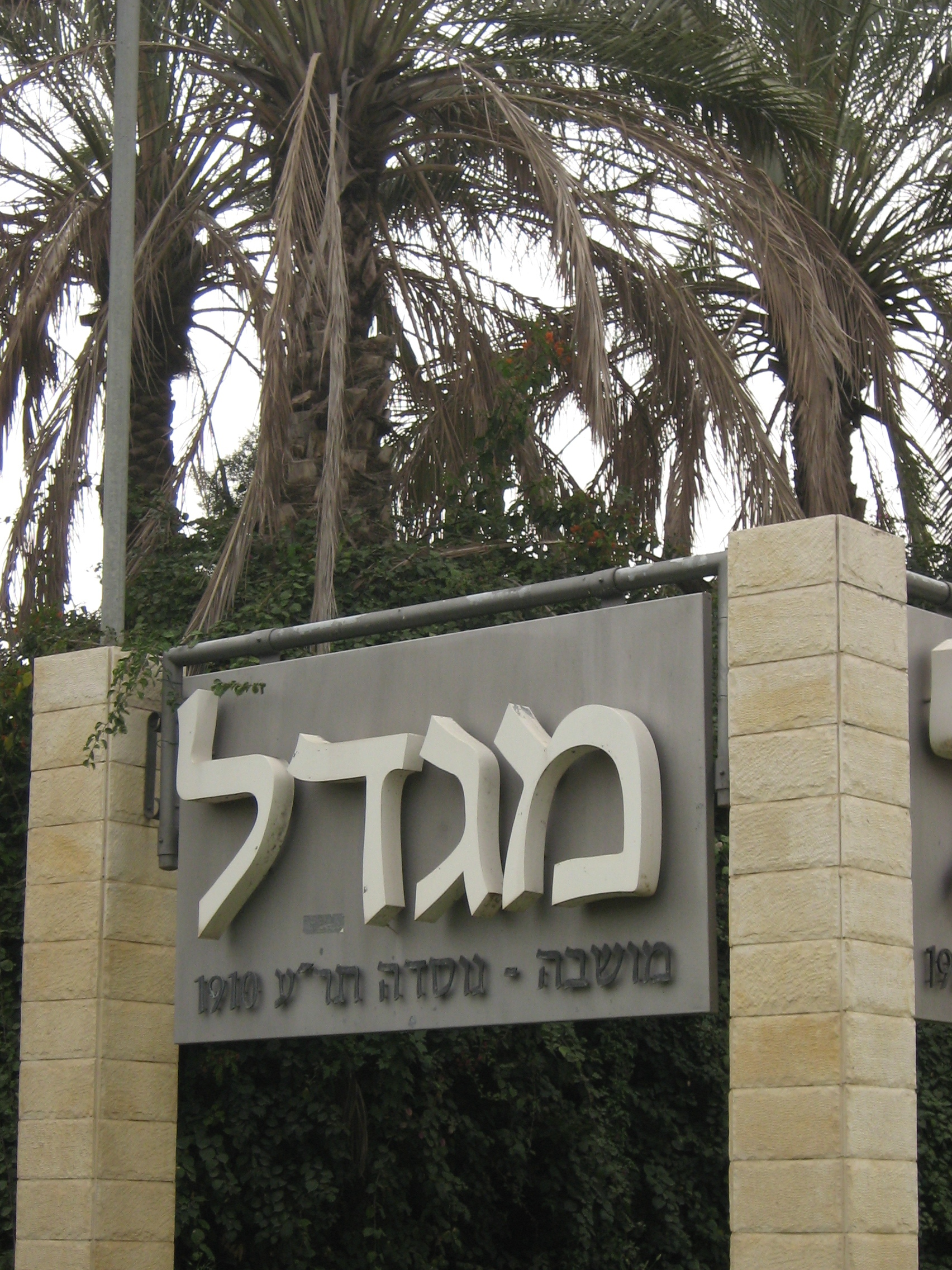
Tablica przy wjeździe do miasta Magdala. (Izrael)

Magdala (Magedan, Magadan) (aram. ‏ܡܓܕܠܐ‎, hebr. ‏מִגְדָלָא‎) – starożytna miejscowość położona w odległości około 6 km od Tyberiady na zachodnim brzegu Jeziora Tyberiadzkiego, w Galilei na północy Izraela.
Nazwa pochodzi od hebrajskiego słowa migdal – twierdza, zamek, wieża.
Obok pozostałości starożytnej Magdali znajduje się współczesne miasteczko Migdal.

## Historia
Magdala w tradycji chrześcijańskiej jest uważana za miejsce urodzenia nowotestamentowej Marii Magdaleny (por. Łk 8,2, Mk 16,9). Magdala została założona w epoce hellenistycznej (II w. p.n.e.). W starożytności miasto było ważnym portem rybackim i wiodącym ośrodkiem przetwórstwa rybnego. W Talmudzie odnaleźć można nazwę Migdal Nunaja (hebr. wieża rybna). Z grecka używano nazwy Tarichea (gr. solone ryby). Józef Flawiusz pisze o niej jako o mieście całkowicie zhellenizowanym, liczącym 4000 mieszkańców. W czasie powstań żydowskich przeciwko Rzymianom była oblegana i zdobywana przez wojska Wespazjana i Tytusa. 
W relacjach starożytnych pątników odnaleźć można informacje o istniejącym w Magdali kościele, który wznieść miano na miejscu domu Marii Magdaleny. Franciszkańscy archeolodzy odnaleźli pozostałości bizantyjskiego klasztoru, rzymskiego akweduktu z wieżą oraz przypuszczalnie synagogę.

## Archeologia
W okresie bezpośrednio poprzedzającym powstanie Państwa Izrael widoczne były w okolicach dzisiejszej posiadłości franciszkanów pozostałości muzułmańskiej osady Maisdal. Wykopaliska przeprowadzili w roku 1971 archeolodzy włoscy Virgilio Corbo i Stanislao Loffreda z Franciszkańskiego Studium Biblijnego w Jerozolimie. Odnaleziono zabudowania antyczne, groby i kamienne sarkofagi. W lecie 1986 roku na dnie Jeziora Tyberiadzkiego w pobliżu osady natrafiono na łódź z czasów Jezusa.